# Lunda församling, Strängnäs stift
Lunda församling var en församling i Strängnäs stift och i Nyköpings kommun i Södermanlands län. Församlingen uppgick 2006 i Kiladalens församling.

## Administrativ historik
Församlingen har medeltida ursprung. 
Församlingen var till 1867 moderförsamling i pastoratet Lunda och Kila som mellan 1615 och 1620 även omfattade Kvarsebo församling. Från 1867 till 1962 utgjorde församlingen ett eget pastorat för att därefter till 1 oktober 1976 vara moderförsamling i pastoratet Lunda, Tuna, Berghammar och Kila för att därefter till 2006 vara annexförsamling i pastoratet Tuna, Bergshammar, Lunda och Kila. Församlingen uppgick 2006 i Kiladalens församling.

## Kyrkor
- Lunda kyrka